# Filodrillia delicatula
Filodrillia delicatula é uma espécie de gastrópode do gênero Filodrillia, pertencente à família Borsoniidae.